# جي دي-ام بي أي
جي دي-ام بي أي هو برنامج ذو درجة مزدوجة يقدم بالاشتراك مع بعض كليات الحقوق والأعمال. يستمر البرنامج بشكل عام لمدة أربع سنوات (توفر عام واحد بالمقارنة مع إكمال الدرجتين بشكل منفصل) وينتهي بحصول المرشح على درجة دكتوراة في القانون ودرجة الماجستير في إدارة الأعمال.
حسب البلد:

### كندا
برامج JD / MBA الكندية الأعلى تصنيفًا حيث تتضمن أربع سنوات  في جامعة تورنتو، وجامعة يورك، وجامعة كوينز، شهادة JD / MBA لمدة ثلاث سنوات في جامعة ويسترن أونتاريو وثلاث سنوات ونصف  JD / MBA في جامعة أوتاوا. يمكن للطلاب التقدم إلى البرنامج المشترك قبل التسجيل في أي من البرنامجين، أو بعد التسجيل في أي من كلية الحقوق أو كلية الأعمال.

### الولايات المتحدة الأمريكية
تقدم العديد من الجامعات في الولايات المتحدة برامج JD / MBA. هناك 3 فترات زمنية شائعة توفر لبرامج JD / MBA: 3سنوات أو 3 سنوات ونصف أو 4 سنوات. تقدم جميع الجامعات المدرجة أدناه برامج 3 أو 3 سنوات ونصف خيارًا لمدة 4 سنوات للبرنامج. تقدم الجامعات المدرجة في إطار برامج 4 سنوات فقط برنامج 4 سنوات (8 فصول دراسية).
برامج لمدة ثلاث سنوات
يمكن عادة إكمال برامج الثلاث سنوات في 6 فصول دراسية. تسمح معظم البرامج بفترة تدريب صيفي؛ ومع ذلك، يطلب البعض من الطلاب أخذ دروس في صيف واحد على الأقل. تقدم الجامعات التالية برامج JD / MBA لمدة 3 سنوات:
جامعة بنسلفانيا، جامعة ييل ، جامعة كولومبيا ، الجامعة الميثودية الجنوبية، جامعة جورج ميسون، جامعة نورث وسترن، جامعة نوتردام، جامعة جورجيا ، جامعة تمبل ، جامعة بلمونت، جامعة شيكاغو ، وجامعة ريتشموند.

### برامج ثلاث سنوات ونصف:
يمكن إكمال برامج ثلاث سنوات ونصف في 7 فصول دراسية. تقدم المدارس التالية 3.5 سنة برامج JD / MBA:
جامعة ديوك ، جامعة إيموري ، جامعة بوسطن ، جامعة كورنيل ، وجامعة كارولينا الجنوبية.

### برامج أربع سنوات
يمكن إكمال البرامج لمدة أربع سنوات في 8 فصول دراسية. تقدم الجامعات التالية برامج JD / MBA لمدة 4 سنوات فقط:
جامعة هارفارد، جامعة كاليفورنيا، بيركلي، جامعة نيويورك ، جامعة ستانفورد،جامعة جورج تاون، جامعة نورث إيسترن ، جامعة بيبردين، جامعة فيلانوفا، جامعة إيلون، جامعة ليبرتي جامعة ميسوري، جامعة هيوستن، جامعة يوتا، جامعة وايومنغ، وجامعة سانتا كلارا.